# Lillemand
Lillemand er en dansk komedie-serie, der fik premiere 2015 og bliver sendt på TV 2 Zulu. Serien er skrevet og instrueret af Jonatan Spang, der også spiller hovedrollen i serien. Der er indtil videre blevet udgivet 2 sæsoner.

## Handling
Serien handler om Jonatan Spangs fiktive privatliv, der består af en masse pinligheder.

## Modtagelse
Anden sæson blev rigtig godt modtaget af anmelderne, og Soundvenue kaldte den "årets danske satire". Anden sæson blev nomineret til "Bedste tv-serie" ved Zulu Awards i 2017. Den var også nomineret til "bedste satire/comedy" ved TV Prisen i 2017.